# Scotty Bahrke
Scotty Bahrke, né le 19 juillet 1985 est un skieur acrobatique américain actif depuis 2002.

## Biographie
Il est le frère de la skieuse de bosses Shannon Bahrke.

## Palmarès

### Jeux olympiques
| Édition/Discipline   | Saut |
| JO 2010 (Vancouver ) | 23e  |

### Championnats du monde
| Édition/Discipline                    | Saut |
| Mondiaux 2007 (Madonna di Campiglio ) | 23e  |
| Mondiaux 2009 (Inawashiro )           | 17e  |
| Mondiaux 2011 (Park City )            | 23e  |

### Coupe du monde
- Meilleur classement général : 28e en 2012.
- 2 podiums en saut dont 1 victoire.

#### Détails des victoires
| Édition / Épreuve | Saut        |
| 2012              | Kreischberg |